# Liste der Naturdenkmale in Südheide (Gemeinde)
Die Liste der Naturdenkmale in Südheide (Gemeinde) nennt die Naturdenkmale in Südheide im Landkreis Celle in Niedersachsen.

## Naturdenkmale
| Bild                          | Bezeichnung          | Ort, Lage                                                 | Beschreibung | Schutzzweck | Nummer      |
| ----------------------------- | -------------------- | --------------------------------------------------------- | --- | ----------- | ----------- |
| Fotos hochladen               | Eiche                | Hermannsburg Severloh (52° 45′ 49″ N, 10° 7′ 30″ O)       | Traubeneiche Höhe: 25 m Alter: ca. 200 Jahre Stammumfang: 4,39 m (März 2023) |             | ND CE 00030 |
| mehr Fotos \| Fotos hochladen | 2 Eichen             | Hermannsburg Hiesterhof (52° 48′ 36,3″ N, 10° 7′ 43,1″ O) | weitere Eiche bei: 52°48′ 35,7″N, 10°07′48,2″O |             | ND CE 00031 |
| Fotos hochladen               | Buche                | Hermannsburg Hiesterhof (52° 48′ 37″ N, 10° 7′ 17,5″ O)   | Doppelbuche am Hiesterhof Höhe: 26 m Alter: ca. 120 Jahre Stammumfang: 5,09 m (November 2019)                                                                                                 |             | ND CE 00032 |
| Fotos hochladen               | 2 Eichen, 5 Buchen   | Hermannsburg Hiesterhof (52° 48′ 36,4″ N, 10° 7′ 32,5″ O) | Die zwei Eichen (rechts im Bild) sind abgestorben. Von einer Buche existiert nur noch ein Baumstumpf.                                                                                         |             | ND CE 00033 |
| Fotos hochladen               | 3 Fichten            | Lutterloh (52° 49′ 49,9″ N, 10° 12′ 22″ O)                | Der Stammumfang der stärksten Fichte lag im Juli 2019 bei 2,72 m. |             | ND CE 00034 |
| Fotos hochladen               | 6 Rotbuchen          | Beckedorf Nahe Hünenburg (52° 48′ 9,4″ N, 10° 2′ 33,4″ O) | Das stärkste Exemplar der Gruppe hat einen Stammumfang von 5,89 m (Mai 2020). |             | ND CE 00086 |
| Fotos hochladen               | 2 Rotbuchen          | Hermannsburg Severloh (52° 45′ 48,2″ N, 10° 7′ 33,6″ O)   | Die beiden Rotbuchen haben den starken Waldbrand von 1975 überlebt. |             | ND CE 00113 |
| Fotos hochladen               | Roterle              | Hermannsburg Olendorp (52° 49′ 30,7″ N, 10° 5′ 34,6″ O)   | |             | ND CE 00114 |
| BW                            | Rotbuche             | Hermannsburg Hiesterhof (52° 48′ 25,4″ N, 10° 7′ 34,4″ O) | |             | ND CE 00115 |
| Fotos hochladen               | Eibe                 | Weesen (52° 50′ 10″ N, 10° 7′ 51,8″ O)                    | Höhe: 15 m Stammumfang: 2,76 m (Oktober 2022) |             | ND CE 00117 |
| Fotos hochladen               | Thielemannsche Eiche | Unterlüß Lünsholz (52° 48′ 25,8″ N, 10° 18′ 5,1″ O)       | Benannt nach dem Oberförster Carl Tilemann. Lebte von 1796 bis 1872 und war ab 1848 Oberförster im Lüßwald. Traubeneiche. Höhe: 22 m Stammumfang: 3,44 m (Oktober 2022) (auch Tilemannseiche) |             | ND CE 00119 |
| Fotos hochladen               | Königseiche          | Unterlüß Lünsholz (52° 48′ 58,2″ N, 10° 18′ 31,4″ O)      | Geradschäftige Traubeneiche Höhe: 32 m Alter: ca. 180 Jahre Stammumfang: 3,60 m (Oktober 2022)                                                                                                |             | ND CE 00121 |